# Heterorete pulchrum
Heterorete pulchrum är en svampdjursart som beskrevs av Arthur Dendy 1916. Heterorete pulchrum ingår i släktet Heterorete och familjen Euretidae.
Artens utbredningsområde är Indiska oceanen. Inga underarter finns listade i Catalogue of Life.